# Gabrowo

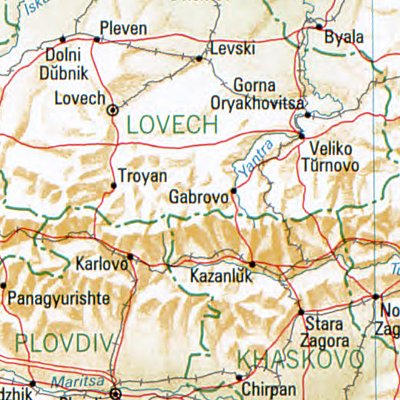
Gabrowo – Bulgarien – Nachbarorte: Trojan, Karlowo, Panagjurischte, Tschirpan, Stara Sagora, Kasanlak, Weliko Tarnowo, Gorna Orjachowiza, Bjala, Lewski, Plewen, Dolni Dabnik, Lowetsch

Gabrowo [ˈɡabrovo] (bulgarisch Габрово) ist eine Stadt in Bulgarien mit 44.786 Einwohnern (Stand 31. Dezember 2022), im Tal der Jantra und ihrer Zuflüsse, Industrie- und Kulturzentrum des Landes mit Universität, Freilichtmuseum Etar sowie Festival des Humors und der Satire. Sie ist Verwaltungssitz der Oblast Gabrowo.

## Geografie

### Geografische Lage
Die Stadt liegt am Fluss Jantra, am Nordhang des Balkan-Gebirges, fast in der geografischen Mitte des Landes, 390 Meter über dem Meeresspiegel. Die Entfernungen betragen im Südwesten zur Hauptstadt Sofia 220 Kilometer und nach Plowdiw 150 Kilometer, im Nordosten nach Warna 274 Kilometer und nach Weliko Tarnowo 46 Kilometer, im Süden nach Kasanlak 48 Kilometer und im Nordwesten nach Sewliewo 28 Kilometer.

### Stadtgliederung
Das Stadtgebiet von Gabrowo ist in folgende 19 Stadtteile unterteilt:
| - Zentrum - Schiwarow Most - Palausowo - Freilichtmuseum Etar - Nowo machala - Jabalka - Tscharkowo - Djado Djanko - Chadschizonew most - Borowo | - Sirmani - Mladost - Rusewzi - Trendafil 1 - Trendafil 2 - Lakata - Garata - Koleloto - Wojnowo |

## Geschichte
Die Legende besagt, dass die Stadt vom Schmied Ratscho Kowatscha gegründet wurde. Gesicherte Beweise dafür gibt es nicht. Die Stadt entstand im 12. Jahrhundert aus einer Siedlung mit Festung. Die Festung war im Zweiten Bulgarenreich von Bedeutung. Sie schützte die Straße die von Süden aus Thrakien kommend über die Pässe des Balkangebirges zur bulgarischen Hauptstadt Tarnowo führte.
Die Stadt wurde um 1390 von den osmanischen Türken erobert. Im osmanischen Reich wurde die Bevölkerung weiter als Bewacher der Pässe im Balkangebirge eingesetzt (Derwendschi). Dafür war sie von einigen Steuern befreit (Blutzoll, Zehnt), hatte das Recht Waffen zu tragen und genoss eine gewisse Religionsfreiheit. Im Jahre 1479 wurde die Stadt unter dem Namen Gabrova erstmals erwähnt. Hier lebten zu diesem Zeitpunkt 96 Familien. Bis 1545 stieg die Anzahl der hier lebenden Familien um 500.
Im 17. Jahrhundert ist Gabrowo bereits als Zentrum des Handwerks bekannt und hatte ca. 3000 Einwohner. Im späten 18. Jahrhundert wurden hier 26 Handwerke praktiziert, darunter waren Schmiede, Messerhersteller, Drechsler, Kürschner, Töpfer, Seidenraupenzüchter. Jedes Handwerk war in einer Zunft (Efnafi) vereinigt.
Die Kaufleute von Gabrowo hatten ihre Kontore von Odessa bis Wien. Dank ihres Reichtums wurde 1835 hier mit der Gründung der Gesamtgrundschule Gabrowo die erste weltliche neubulgarische Schule durch den Pädagogen und Schulreformer Neofit Rilski gegründet. Finanziert und ins Leben gerufen wurde sie von Kaufleuten wie Wasil Aprilow (1789–1847), dessen Namen sie bis heute trägt. Die Schule war Vorbild für weitere Bildungsstätten, die in den Städten und Dörfern Bulgariens entstanden sind. 1872 wurde die Schule zur Klassenschule (Gymnasium) ausgebaut. Seit 1889 trägt sie den Namen Aprilow-Gymnasium.
1860 bekam Gabrowo die Stadtrechte verliehen. In den 1870er-Jahren besuchte der österreichische Gelehrte Felix Kanitz die Stadt und berichtete Gabrowo sei eine einzige große Werkstatt gewesen. 1882 gründete hier der Kaufmann Iwan Kalpasanow die erste Textilfabrik Bulgariens. Im 20. Jahrhundert entwickelte sich die Stadt zu einem wichtigen Textilzentrum und erhielt deshalb den Beinamen „Bulgarisches Manchester“.
Der am 1. April 1976 entdeckte Asteroid des äußeren Hauptgürtels (2206) Gabrova wurde nach der Stadt benannt.
Die Stadt hatte 2007 noch 67.012 Einwohnern und ist Namensgeber für den Gabrovo Knoll, einen Berg auf der Livingston-Insel in der Antarktis.

## Politik

### Städtepartnerschaften
Gabrowo listet folgende dreizehn Partnerstädte auf:
| Stadt        | Land           | seit |
| ------------ | -------------- | ---- |
| Aalst        | Belgien        | 2010 |
| Kumanovo     | Nordmazedonien | 2009 |
| Mahiljou     | Belarus        | 1967 |
| Mittweida    | Deutschland    | 2000 |
| Mytischtschi | Russland       | 2002 |
| Nowy Sącz    | Polen          | 2005 |
| Panevėžys    | Litauen        | 2004 |
| Petach Tikwa | Israel         | 2016 |
| Prešov       | Slowakei       | 2004 |
| Şəki         | Aserbaidschan  | 2004 |
| Sisak        | Kroatien       | 2004 |
| Thun         | Schweiz        | 1998 |
| Tschernihiw  | Ukraine        | 2007 |

## Wirtschaft und Infrastruktur

### Wirtschaft
Die Stadt ist ein großes Industriezentrum des Landes mit Textil-, Leder-, elektronischer und chemischer Industrie sowie Maschinenbau.
In der Stadt wurden 2009 und 2010 zwei große Shopping Malls eröffnet.

### Verkehr
Gabrowo ist Endstation der Bahnlinie Zarewa liwada–Gabrowo, einer Nebenstrecke von Russe-Gorna Orjachowiza-Stara Sagora-Podkowa.

## Bildung
Die Stadt ist Sitz der Technischen Universität Gabrowo (Технически университет Габрово).

## Kultur und Sehenswürdigkeiten

### Theater

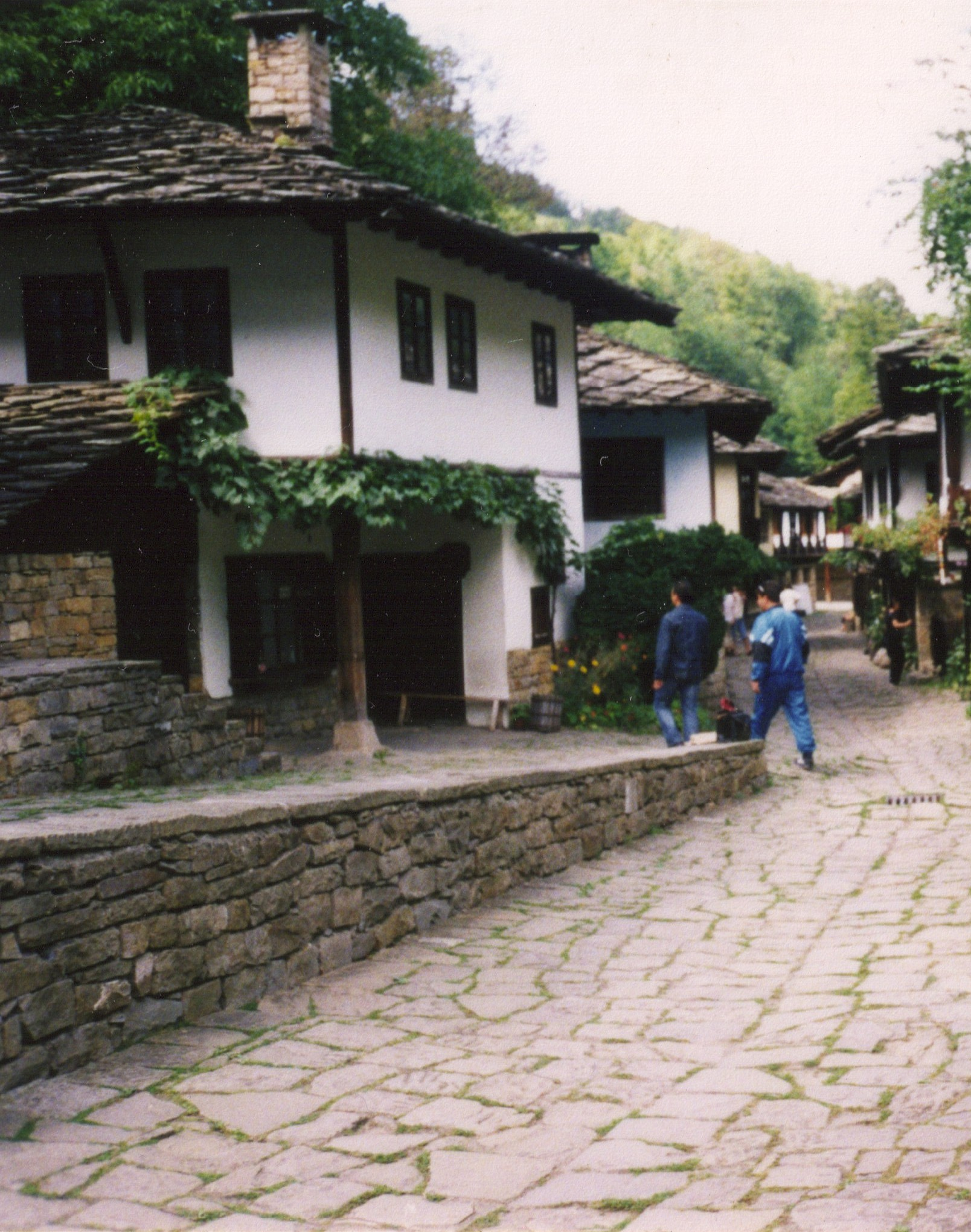
Das Freilichtmuseum Etar

Gabrowo besitzt drei Theater – das Dramatische Theater „Ratscho Stojanow“, ein Puppentheater und ein Experimentaltheater für Satire und Varieté.

### Museen
In der Stadtmitte befinden sich das Historische Museum, das Postmuseum und das Nationale Bildungsmuseum. Die Kunstgalerie „Christo Zokew“ beherbergt zahlreiche in- und ausländische Werke.
Das Haus des Humors und der Satire in der Brijanska-Str. 64 stellt auf einer Fläche von 800 m2 verschiedene Formen des Humors von Künstlern aus 153 Ländern aus.
Acht Kilometer südlich der Stadt befindet sich das Ethnografische Freilichtmuseum Etar, ein Komplex historisch wertvoller alter Häuser, die man 1963 aus der Umgebung Gabrowos hierherversetzte, mit kopfsteingepflasterter Straße und über 20 Werkstätten, in denen Handwerksmeister wie im 19. Jahrhundert arbeiten. In der Nähe befindet sich auch das Freilichtmuseum Boschenzi.

### Bauwerke

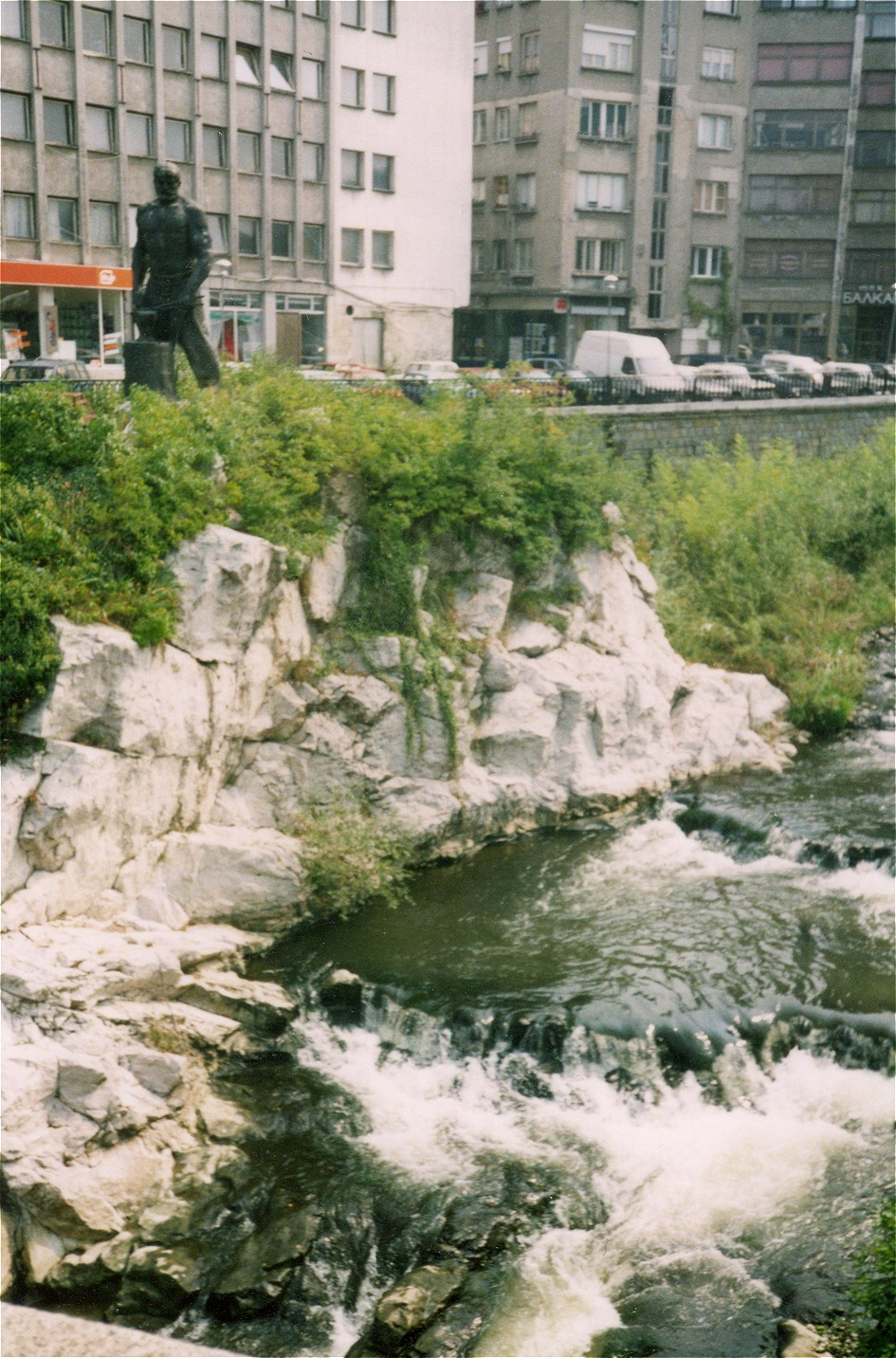
Denkmal von Ratscho Kowatscha

Wichtige Bauwerke sind der Uhrturm von 1835, die Baiow-Brücke von 1855, die Marienkirche mit meisterhaft geschnitzter Ikonostase und das Aprilow-Gymnasium in der Stadtmitte.
Ein Denkmal mitten im Fluss Jantra erinnert an den legendären Gründer von Gabrowo, den Schmied Ratscho (Ratscho Kowatscha = Ratscho der Schmied).
Fünf Kilometer südlich des Freilichtmuseums Etar liegt das im Jahre 1832 erbaute Kloster Sokolski (Sokolski manastir), Schlupfwinkel bulgarischer Freiheitskämpfer, wie Wassil Lewski (1837–1873), Djado Nikola und Zanko Djustabanow.

### Regelmäßige Veranstaltungen
- Internationale Biennale für Satire in der Kunst
- September Kulturtage
- Internationale Handwerksmesse

## Sport
Gabrowo ist Heimat des Volleyballklubs KWK Gabrowo.

## Persönlichkeiten

### Söhne und Töchter der Stadt
- Josif Sokolski (1786–1879), Gründer des Sokolski-Kloster
- Wasil Aprilow (1789–1847), Aufklärer
- Chariton Chalatschew (1835–1876), Freiheitskämpfer
- Zanko Djustabanow (1844–1876), Freiheitskämpfer
- Christo Zokew (1847–1883), Maler
- Lazar Pajakow (1860–1910), Finanzmann, Minister
- Christo Burmow (1869–1936), Offizier
- Ran Bosilek (1886–1958), Schriftsteller
- Anani Jawaschew (1932–2022), Schauspieler
- Christo Jawaschew (1935–2020), Künstler
- Iwan Wuzow (* 1939), Fußballspieler und -trainer
- Boschidar Petkow (1940–2015), Komponist
- Stanislaw Stanilow (* 1943), Archäologe und Politiker
- Mintscho Mintschew (* 1950), Musiker
- Plamen Timtschew (* 1951), Radrennfahrer
- Michail Petrow (1965–1993), Gewichtheber
- Zenka Dianowa (* 1971), Pianistin
- Tomislaw Dontschew (* 1973), Politiker, ehemaliger Bürgermeister der Stadt
- Christijana Gutewa (* 1990), Fußballschiedsrichterin
- Ariana Atanasova (* 1992), Frauen-Bodybuilderin
- Nikolai Kazakow (* 20. Jh.), Architekturfotograf